# Colombières-sur-Orb
Colombières-sur-Orb (okzitanisch: Colombièiras d’Òrb) ist ein Ort und eine französische Gemeinde mit 494 Einwohnern (Stand: 1. Januar 2022) im Département Hérault in der Region Okzitanien. Sie gehört zum Arrondissement Béziers und zum Kanton Saint-Pons-de-Thomières. Die Einwohner werden Colombiérois genannt.

## Lage
Die Gemeinde Colombières-sur-Orb liegt im Regionalen Naturpark Haut-Languedoc in den südöstlichen Ausläufern der Cevennen, etwa 34 Kilometer nordnordwestlich von Béziers am Orb. Umgeben wird Colombières-sur-Orb von den Nachbargemeinden Rosis im Norden, Combes im Nordosten und Osten, Le Poujol-sur-Orb im Osten, Les Aires im Südosten und Süden, Mons im Südwesten sowie Saint-Martin-de-l’Arçon im Westen.

## Bevölkerungsentwicklung
| Jahr                       | 1962 | 1968 | 1975 | 1982 | 1990 | 1999 | 2006 | 2013 | 2020 |
| Einwohner                  | 273  | 266  | 270  | 339  | 397  | 417  | 444  | 471  | 480  |
| Quellen: Cassini und INSEE |      |      |      |      |      |      |      |      |      |

## Sehenswürdigkeiten
- Kirche Saint-Pierre
- Kapelle Sainte-Colombe
- Turm mit viereckiger Grundfläche aus dem 14. Jahrhundert
- Schloss Colombières aus dem 17. Jahrhundert

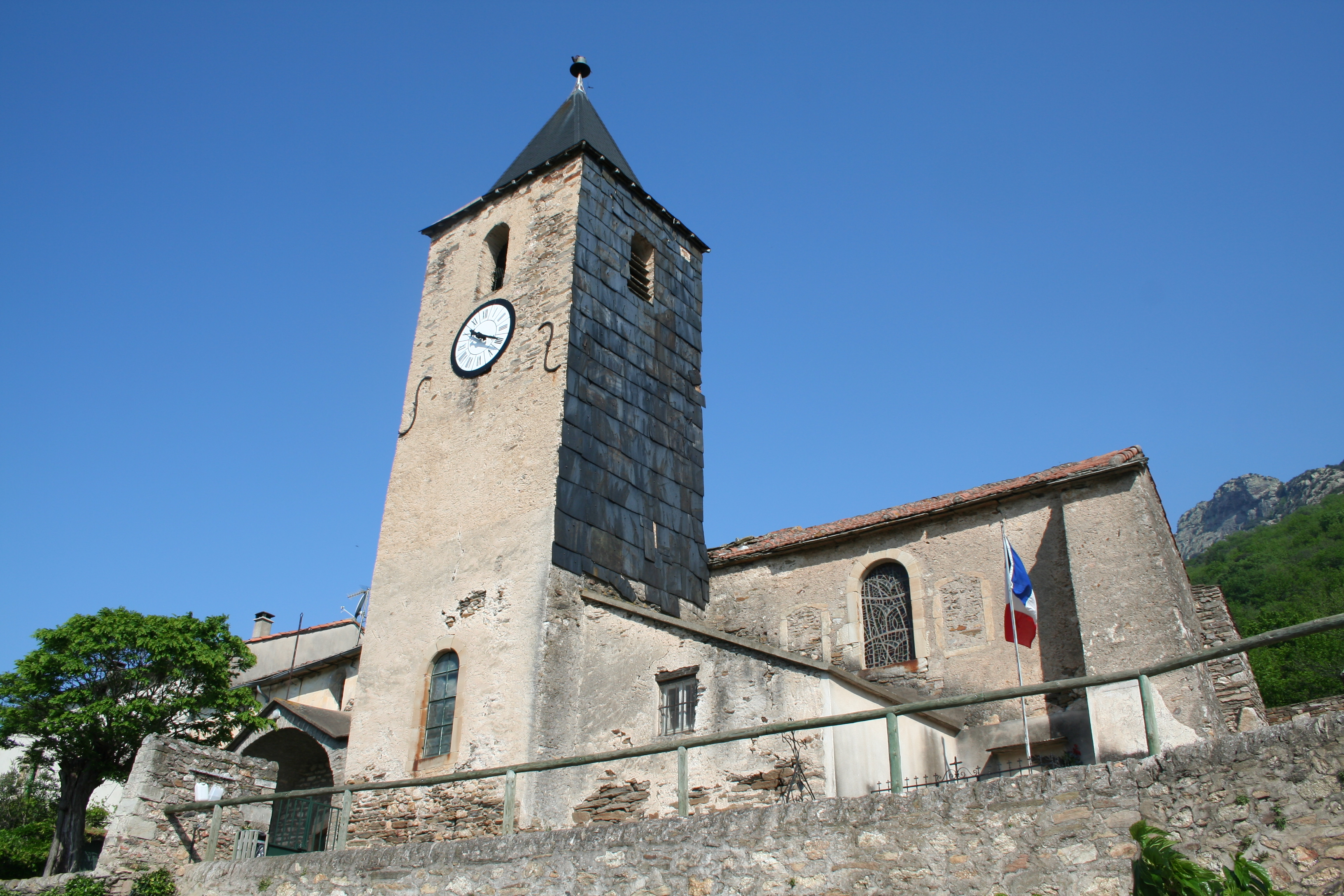
Kirche Saint-Pierre
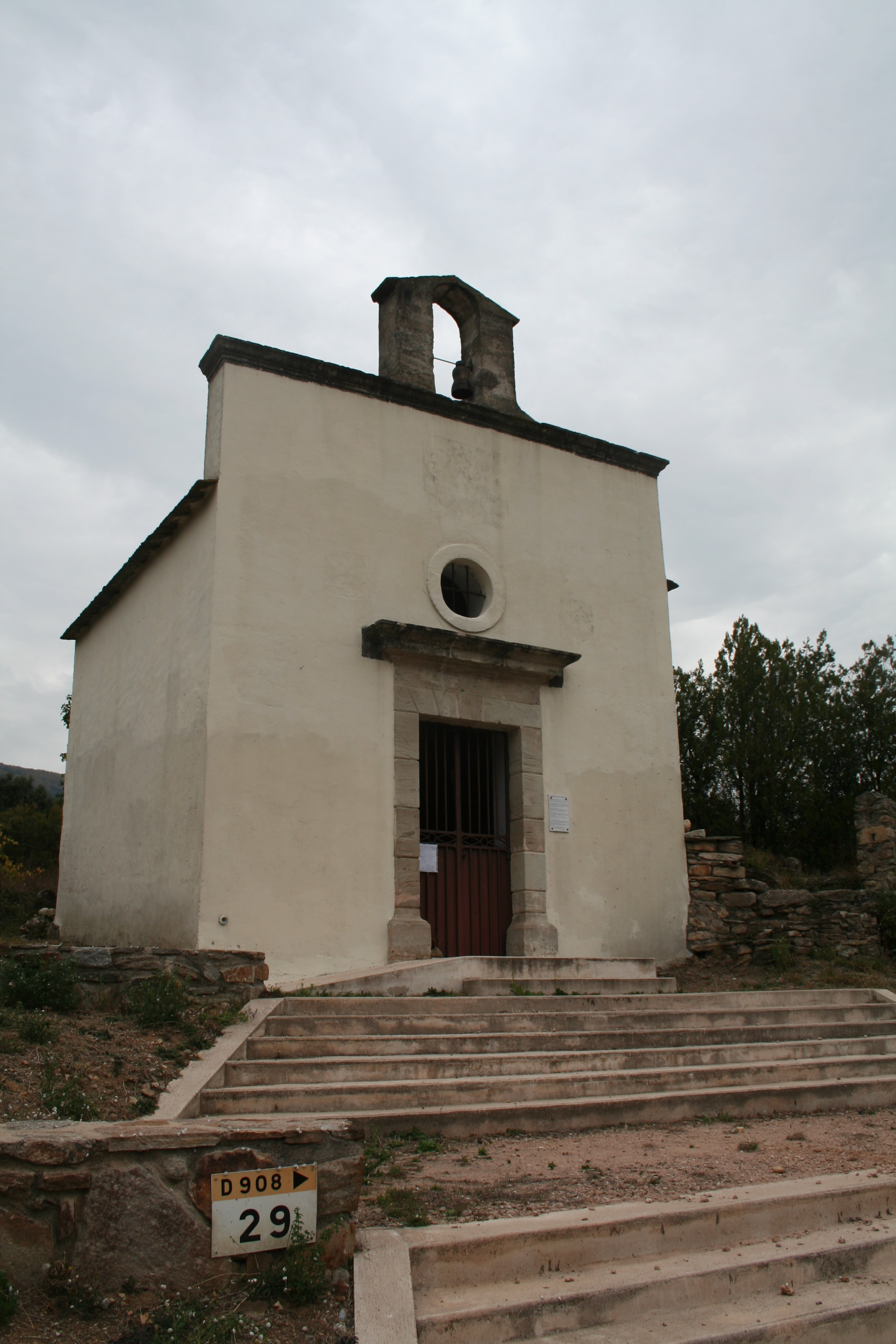
Kapelle Sainte-Colombe
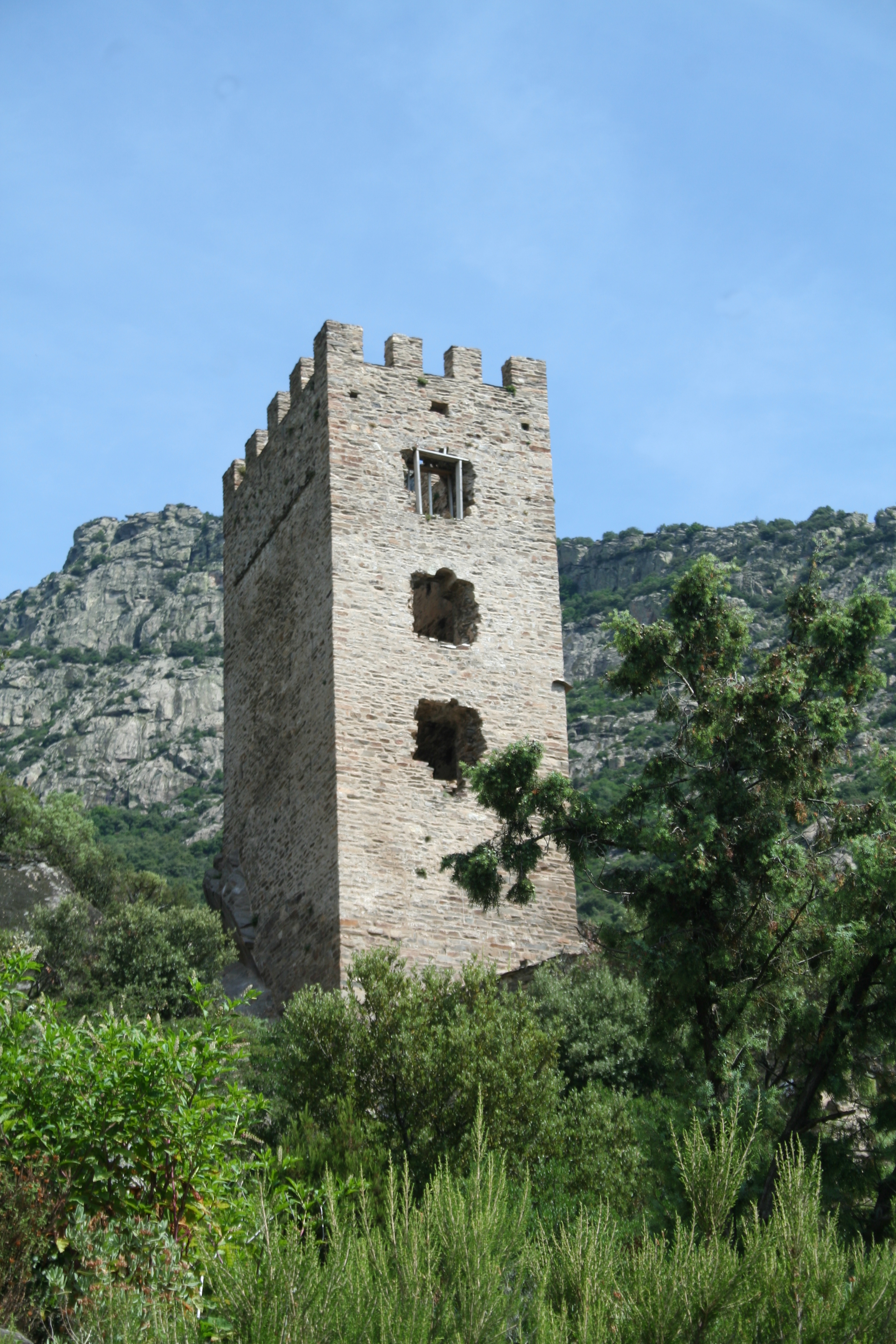
Viereckiger Turm
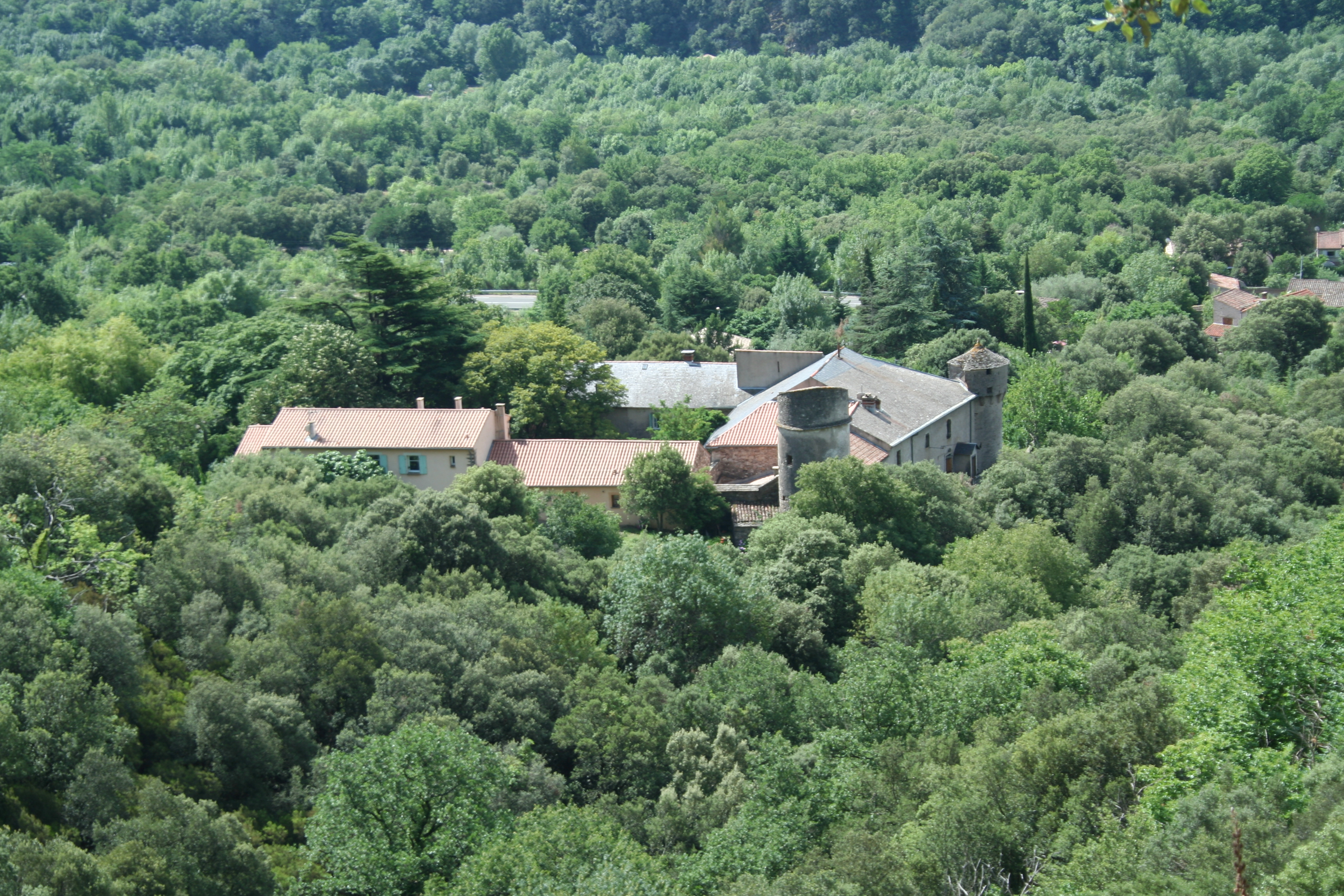
Schloss Colombières

## Persönlichkeiten
- Jean-Claude Carrière (1931–2021), Drehbuchautor und Schriftsteller